# 中村行成
中村行成（1972年8月28日—）是一名日本男子柔道运动员。他在1996年亚特兰大夏季奥林匹克运动会中，参加了男子柔道比赛并获得65公斤级银牌。